# Amolita nyctichroa
Amolita nyctichroa là một loài bướm đêm trong họ Erebidae.